# Abyss (альбом Челси Вулф)
Abyss (с англ. — «Бездна») — четвёртый студийный альбом американского автора-исполнителя Челси Вулф, выпущенный 7 августа 2015 года лейблом Sargent House. В записи альбома приняли участие такие музыканты, как Майк Салливан из Russian Circles и Дэн Филлипс из True Widow; альбом был спродюсирован Джоном Конглтоном. Abyss демонстрирует исследование Вулф в таких направлениях, как неофолк и электронная музыка и в большей степени испытывает влияние хэви-метала.
Альбом получил положительные отзывы музыкальных критиков и достиг 130-й строчки в Billboard 200, став первым альбомом Вулф, попавшим в этот чарт.

## Об альбоме

### Музыка
Нина Коркоран из Consequence of Sound описала альбом как «демонстрирующий прекрасный баланс между готик-фолком и электронным нойз-роком», а также «включающий в себя метал и мощный дроун». Брэндон Стосуи из Pitchfork Media отметил, что метал-элементы «встроены в музыку и являются неотъемлемой её частью, которая часто сопровождается искажённой гитарой в стиле дум-метал». Тристан Джонс из Sputnikmusic написал следующее: «Хотя „дарквейв“ является подходящим описанием, элементы дума, фолка, нойза, и в него просачивается индастриал». Джузеппе Дзеволли из Drowned in Sound ассоциировал альбом с готик-роком, написав, что он «в равной степени может понравиться поклонникам метала, фолка, индастриала и альтернативного рока».

### Тексты песен
28 апреля в Rolling Stone опубликовали подробную информацию о списке композиций альбома, а также о его обложке. Эти подробности также совпали с выходом клипа на главный сингл «Iron Moon» и заявлением Вулф относительно песни: 

Музыка написана в соавторстве с нашим другом Карлосом Айалой, который написал песню «Boyfriend», которую мы записывали несколько лет назад. Что касается текста, то эта песня была написана после прочтения стихов работника Foxconn, который покончил с собой из-за разочарования и отчаяния. В текстах песен альбома присутствует размытая путаница, как это иногда бывает во снах, как будто ты новичок в загробной жизни, и все немного по-другому, более туманно и зыбко. Я представляю себе тихие части песни, исполняемые из маленькой комнаты в общежитии, а громкие — как сцену из мюзикла, где рабочий поет и танцует на фабрике с полной свободой и самозабвением. Такая замечательная команда музыкантов собралась вместе, чтобы воплотить эти чувства и звуки в жизнь.
 Вулф также рассказала о самом альбоме, описав его как «ощущение, когда тебе снится сон, и ты ненадолго просыпаешься, но затем снова погружаешься в тот же сон, быстро погружаясь в своё собственное подсознание».

## Выпуск и продвижение
Первоначально Abyss была анонсирована на веб-сайте Челси Вулф 8 января 2015 года, вместе с новостью о том, что она выйдет на лейбле Sargent House. За этим последовал более подробный анонс от 22 апреля 2015 года, в котором были представлены новости о соавторах альбома: Бен Чисхолм, Дилан Фудзиока, Эзра Бухла, специальные гости Майк Салливан (Russian Circles), Дэн Филлипс (True Widow) и объявление Джона Конглтона в качестве продюсера альбома. Также был выпущен трейлер, сопровождающий анонс альбома.
2 июня на канале NPR состоялась премьера второго сингла с альбома «Carrion Flowers». Писатель Ларс Готрич описал трек как «тёмный и бездонный, как река ночью», и «красивый и пугающий».
Два дня спустя на официальном сайте Вулф были объявлены даты турне по Северной Америке в поддержку альбома с альтернативной кантри-группой Wovenhand. Дополнительные даты европейского тура были объявлены 30 июля. Эта новость совпала со ссылкой на эксклюзивную трансляцию полного альбома на веб-сайте NPR.
Последним синглом с альбома, который был представлен перед его выпуском, стала «After the Fall». Песня была опубликована Noisey 8 июля. В заявлении, приуроченном к выходу трека, автор Джон Хилл заявил, что в нём представлены «как деликатные, так и жгучие стороны Вулф. Сама музыка в её исполнении кажется неземной, и мы делаем всё возможное, чтобы всё вокруг стало почти блаженным. Когда начинается припев, всё вокруг рушится на землю со скоростью миллион миль в час, а искажения синтезатора с каждой секундой становятся всё более и более мощными. Электронный треск — это тот звук, который вы, вероятно, услышали бы на последнем концерте перед Апокалипсисом. Её голос легко переключается между этими двумя режимами, напоминая нам, почему она лучшая».
1 апреля 2016 года Вулф выпустила неальбомный 7-дюймовый сингл «Hypnos», на который 22 марта было снято музыкальное видео. В январе 2017 года она объявила о начале тура по Великобритании и Европе, который начнется в апреле.

## Отзывы критиков
| Совокупная оценка | Совокупная оценка |
| Источник          | Оценка            |
| ----------------- | ----------------- |
| AnyDecentMusic?   | 7.5/10            |
| Metacritic        | 79/100            |
| Оценки критиков   |                   |
| Источник          | Оценка            |
| AllMusic          | [ 3 ]             |
| The A.V. Club     | B−                |
| Financial Times   | [ 21 ]            |
| The Irish Times   | [ 22 ]            |
| Mojo              | [ 23 ]            |
| Pitchfork Media   | 8.1/10            |
| Record Collector  | [ 24 ]            |
| Rolling Stone     | [ 25 ]            |
| Spin              | 7/10              |
| Uncut             | 8/10              |

После выхода Abyss получил в целом положительные отзывы от современных музыкальных критиков. На сайте Metacritic, который присваивает нормализованный рейтинг из 100 по отзывам основных критиков, альбом получил среднюю оценку в 79 баллов, основанную на 24 рецензиях, что указывает на «в целом благоприятные отзывы».
В своей рецензии для AllMusic Хизер Фарес заявила, что «На Abyss Челси Вулф выдвигает тяжесть в своей музыке на первый план более естественным и убедительным способом, чем просто „переходящий в метал“. Учитывая мрачность и драматизм, присутствующие даже в её альбоме акустическом Unknown Rooms, а также гастроли и сотрудничество с такими артистами, как Russian Circles, было неизбежно, что она более полно проявит свои метал-наклонности, но Abyss превзошёл все ожидания». Нина Корокран из Consequence of Sound написала, что «Есть обширный ландшафт на Abyss, но в большинстве случаев слишком темно, чтобы быть уверенным в том, что ты видишь. Эта колеблющаяся образность, осознанный творческий выбор, даёт альбому простор для изобилия персонализированных монстров». Критик Drowned in Sound Джузеппе Дзеволли написал, что «Abyss доказывает, что над тёмной стороной альт-рока ещё многое предстоит сделать. Челси Вулф, несомненно, опережает события».
Комментируя альбом для Pitchfork Media, автор Брэндон Стосуи заявил: «Вулф с самого начала привносила метал-элементы в свою музыку — особенно в альбом Pain Is Beauty 2013 года, — но она никогда по-настоящему не занималась металом. И, честно говоря, она до сих пор этого не сделала, но в Abyss она подходит к этому ближе, чем когда-либо, воплощая эти тенденции. На других своих альбомах она иногда искажает звучание, издаёт звериное рычание или шипит, но это может выглядеть как наигранность или дополнение; здесь же это встроено в музыку и является неотъемлемой её частью, которая часто сопровождается искажённой дум-метал-гитарой».

## Список композиций
Слова и музыка всех песен — Челси Вулф, за исключением отмеченных.
| №                   | Название            | Автор(ы)                      | Длительность |
| ------------------- | ------------------- | ----------------------------- | ------------ |
| 1.                  | «Carrion Flowers»   |                               | 4:50         |
| 2.                  | «Iron Moon»         | Челси Вулф, Карлос Рене Айала | 5:46         |
| 3.                  | «Dragged Out»       |                               | 4:20         |
| 4.                  | «Maw»               |                               | 5:54         |
| 5.                  | «Grey Days»         |                               | 5:19         |
| 6.                  | «After the Fall»    |                               | 5:35         |
| 7.                  | «Crazy Love»        |                               | 3:33         |
| 8.                  | «Simple Death»      |                               | 5:22         |
| 9.                  | «Survive»           |                               | 5:38         |
| 10.                 | «Color of Blood»    | Джесси К. Филлипс             | 4:48         |
| 11.                 | «The Abyss»         |                               | 4:12         |
| Общая длительность: | Общая длительность: | Общая длительность:           | 55:17        |

| №                   | Название              | Длительность |
| ------------------- | --------------------- | ------------ |
| 12.                 | «Hypnos»              | 4:01         |
| 13.                 | «Flame»               | 3:38         |
| 14.                 | «Grey Days» (Демо)    | 5:54         |
| 15.                 | «Simple Death» (Демо) | 5:18         |
| 16.                 | «Survive» (Демо)      | 5:34         |
| Общая длительность: | Общая длительность:   | 1:20:21      |

## Участники записи
- Челси Вулф — бас-гитара, фортепиано, вокал
- Эзра Бухла — альт, вокал
- Бен Чисхолм — бас-гитара, клавишные, верстка, фотография, фортепиано, программирование
- Джон Конглтон — звукорежиссёр, продюсер
- Дилан Фудзиока — ударные
- Дж. К. Филлипс — лэп-стил-гитара
- Майк Салливан — гитара
- Хенрик Ульдален — художественное оформление

## Чарты
| Чарт (2015 г.)                               | Высшая позиция |
| -------------------------------------------- | -------------- |
| Бельгия/Фландрия (Ultratop)                  | 74             |
| Бельгия/Валлония (Ultratop)                  | 96             |
| Великобритания UK Album Sales (OCC)          | 86             |
| Великобритания (UK Independent Albums Chart) | 14             |
| США (Billboard 200)                          | 130            |
| США (Billboard Folk Albums)                  | 6              |
| США (Billboard Top Heatseekers Albums)       | 1              |
| США (Billboard Independent Albums)           | 32             |
| США (Billboard Top Tastemaker Albums)        | 10             |